# Dušan Mijić
Dušan Mijić (Krupa na Vrbasu, Banja Luka, 23 de gener de 1965) és un futbolista i entrenador bosnià. Com a futbolista ocupava la posició de migcampista. Va destacar a les files de la FK Vojvodina, amb qui va jugar 125 partits i va marcar 4 gols a l'antiga lliga de Iugoslàvia, entre 1982 i 1991. Va guanyar el campionat domèstic de 1989. Posteriorment va jugar al RCD Espanyol, al Palamós CF i a l'AO Kavala. Després de penjar les botes, ha seguit vinculat al món del futbol com a entrenador. Ha dirigit a la mateixa Voivodina, al FK Veternik i a l'Ararat Yerevan armeni.